# Чернігів (літературна спілка)
Черні́гівська літерату́рна спі́лка «Черні́гів» (повна назва: Міське громадське об'єднання «Чернігівська літературна спілка „Чернігів“») — громадське об'єднання, яке було утворене Михасем Ткачем (голова об'єднання) з групою літераторів міста Чернігова у серпні 1992 року.
Спілка — юридично зареєстрована, має статут та печатку. До складу входить близько 35 членів. Відповідальний секретар — журналіст і фотокореспондент Владислав Савенок.
Мета спілки: пожвавлення літературного процесу на Чернігівщині шляхом проведення літературних вечорів, виступів, видання і поширення художніх творів, публіцистичних та інших літературних праць місцевих авторів.
З ініціативи Михася Ткача спілка заснувала та видає мистецький і громадсько-політичний журнал «Літературний Чернігів».
Літературна спілка «Чернігів» та журнал «Літературний Чернігів» у 2002 році заснували премію імені Леоніда Глібова з ініціативи Михася Ткача (голова журі). Присуджують премію щороку в день народження Леоніда Глібова 5 березня. Лауреатами премії стали понад 100 відомих митців, письменників, поетів, літературознавців.